# Ианети (Самтредский муниципалитет)
Ианети (груз. იანეთი) — село в Грузии, на территории Самтредского муниципалитета края (мхаре) Имеретия.

## География
Село находится в западной части Грузии, на правом берегу реки Губисцкали, на расстоянии 7 километров к востоко-северо-востоку от города Самтредиа, административного центра муниципалитета. Абсолютная высота — 43 метра над уровнем моря.

## Население
По результатам официальной переписи населения 2014 года, в Ианети проживало 2016 человек (987 мужчин и 1029 женщин). В национальной структуре населения грузины составляли 99,2 %, азербайджанцы — 0,5 %, русские — 0,15 %.
| Год  | Население, человек |
| ---- | ------------------ |
| 2002 | 2341               |
| 2014 | ↘ 2016             |